# Carlos Ortiz (futbolista colombiano)
Carlos Alberto Ortiz Blandón, más conocido como "Ganiza", nació en Medellín, Antioquia, Colombia el 29 de octubre de 1974) y es un exfutbolista colombiano que jugaba de mediocampista. Su hermano también fue futbolista profesional sin embargo se encuentra sin equipo desde 2019, Juan Esteban Ortiz "Ganizita".
Su primo Andrés Felipe Ortiz, también fue jugador profesional.

## Fin de su carrera
Ganiza anotaría el único gol del Once Caldas en la semifinal de la Copa Colombia 2008 ante el Expreso Rojo, de ese modo disputarían la gran final ante La Equidad.
En la temporada 2010 militando para el Itagüí Ditaires se consagra campeón de la Primera B.
En el 2011 su último año como jugador activo estuvo al servicio del Atlético Bucaramanga en el Torneo Apertura, para siguiente torneo tendría su única experiencia internacional con el Sporting San Miguelito de Panamá donde se retira sin haber sumado minutos en cancha.

## Clubes
| Club                   | País                | Div.                | Año                 | Partidos | Goles |
| ---------------------- | ------------------- | ------------------- | ------------------- | -------- | ----- |
| Deportes Quindío       | Colombia            | 1ª                  | 1998                | 17       | 2     |
| Independiente Medellín | Colombia            | 1ª                  | 1998 - 2001         | 117      | 6     |
| Junior de Barranquilla | Colombia            | 1ª                  | 2002                | 43       | 10    |
| Independiente Medellín | Colombia            | 1ª                  | 2003                | 16       | 1     |
| Santa Fe               | Colombia            | 1ª                  | 2003 - 2006         | 107      | 8     |
| Once Caldas            | Colombia            | 1ª                  | 2007 - 2008         | 51       | 1     |
| Itagüí Ditaires        | Colombia            | 2ª                  | 2010                | 29       | 2     |
| Atlético Bucaramanga   | Colombia            | 2ª                  | 2011                | 12       | 0     |
| Sporting San Miguelito | Panamá              | 1.ª                 | 2011                | 0        | 0     |
| Total en su carrera    | Total en su carrera | Total en su carrera | Total en su carrera | 392      | 30    |

#### Resumen estadístico
| Competición                  | Partidos | Goles | Promedio |
| ---------------------------- | -------- | ----- | -------- |
| Primera División de Colombia | 326      | 27    | 0.08     |
| Primera División de Panamá   | 0        | 0     | 0.00     |
| Segunda División Colombia    | 41       | 2     | 0.05     |
| Copa Colombia 2008           | 15       | 1     | 0.07     |
| Copa Libertadores            | 10       | 0     | 0,00     |
| Total en su carrera          | 392      | 30    | 0.08     |

## Palmarés

### Campeonatos nacionales
| Título    | Club   | País     | Año  |
| --------- | ------ | -------- | ---- |
| Primera B | Itagüí | Colombia | 2010 |